# Comuna Vărbița, Șumen
Vărbița (în bulgară Върбица) este o comună în regiunea Șumen, Bulgaria, formată din orașul Vărbița și 15 sate. 

## Localități componente

### Orașe
- Vărbița

### Sate
| - Beala Reka - Bojurovo - Cernookovo - Kolmen - Konevo | - Kraigorți - Loveț - Malomir - Menghișevo - Metodievo | - Nova Beala Reka - Staneanți - Sușina - Tușovița - Ivanovo |

## Demografie
Componența etnică a comunei Vărbița
     Turci (53,86%)
     Romi (23,42%)
     Nicio identificare (7,37%)
     Bulgari (8,84%)
     Altele (6,49%)
La recensământul din 2011, populația comunei Vărbița era de 10.391 locuitori. Din punct de vedere etnic, majoritatea locuitorilor (53,86%) erau turci, existând și minorități de romi (23,42%) și bulgari (8,84%). Pentru 7,37% din locuitori nu este cunoscută apartenența etnică.